# Список персонажей телесериала «Гавайи 5.0»
Список актёрского состава американского телесериала «Гавайи 5.0», премьера которого состоялась 20 сентября 2010 года. В первом сезоне главные роли исполняли четверо актёров: Алекс О’Лафлин, Скотт Каан, Дэниел Дэ Ким и Грейс Пак; во втором сезоне к основному актёрскому ансамблю присоединились Маси Ока и Лорен Джерман, в третьем - Мишель Борт, а в четвёртом и пятом сезонах - Чи Макбрайд и Хорхе Гарсиа соответственно.
Роли второго плана в сериале исполняют/исполняли Марк Дакаскос, Терри О’Куинн, Джин Смарт, Тэрин Мэннинг, Тейлор Грубс, Лариса Олейник, Уильям Сэдлер, Тэйлор Уайли, Келли Ху, Джеймс Марстерс, Трит Уильямс, Уилл Юн Ли, Мартин Старр, Мелани Гриффит и другие известные актёры.
Среди приглашённых звёзд в сериале есть такие известные актёры и певцы, как Ник Джонас, Патти Дьюк, Кевин Сорбо, Том Сайзмор, Уильям Болдуин, Джейсон Скотт Ли, Брюс Дэвисон, Кэри-Хироюки Тагава, Nas, Рэй Уайз,  Джеймс Каан, Дейн Кук, Шон Коумз, Роберт Лоджиа, Том Арнольд, Том Беренджер, Кит Дэвид, Майкл Мэдсен, Питер Фонда и Роберт Инглунд.

## Актёрский состав
= Главная роль в сезоне
     = Ещё в главных ролях
     = Второстепенная роль в сезоне
     = Гостевая роль в сезоне
     = Не появляется

### В главных ролях
| Персонаж         | Актер           | Сезоны | Сезоны | Сезоны | Сезоны | Сезоны | Сезоны | Сезоны | Сезоны | Сезоны | Сезоны |         |
| Персонаж         | Актер           | 1      | 2      | 3      | 4      | 5      | 6      | 7      | 8      | 9      | 10     | Эпизоды |
| ---------------- | --------------- | ------ | ------ | ------ | ------ | ------ | ------ | ------ | ------ | ------ | ------ | ------- |
| Стив Макгарретт  | Алекс О’Лафлин  | 24     | 22     | 24     | 22     | 25     | 25     | 25     | 25     | 25     | 22     | 239     |
| Дэнни Уильямс    | Скотт Каан      | 24     | 23     | 24     | 12     | 15     | 15     | 15     | 15     | 15     | 12     | 170     |
| Чин Хо Келли     | Дэниел Дэ Ким   | 24     | 23     | 24     | 22     | 25     | 25     | 25     |        |        |        | 168     |
| Коно Калакауа    | Грейс Пак       | 24     | 23     | 24     | 22     | 25     | 25     | 25     |        |        |        | 168     |
| Макс Бергман     | Маси Ока        | 6      | 23     | 24     | 22     | 25     | 25     | 9      |        |        | 1      | 137     |
| Лори Уэстон      | Лорен Джерман   |        | 16     |        |        |        |        |        |        |        |        | 16      |
| Кэтрин Роллинз   | Мишель Борт     | 4      | 2      | 24     | 21     | 1      | 4      | 1      | 1      | 1      | 1      | 61      |
| Лу Гровер        | Чи Макбрайд     |        |        |        | 13     | 25     | 23     | 24     | 25     | 25     | 22     | 157     |
| Джерри Ортега    | Хорхе Гарсиа    |        |        |        | 9      | 24     | 23     | 23     | 25     | 25     | 1      | 130     |
| Адам Нашимури    | Иэн Энтони Дейл |        | 5      | 9      | 10     | 8      | 8      | 6      | 13     | 19     | 22     | 100     |
| Дьюк Лукела      | Деннис Чун      | 5      | 8      | 6      | 7      | 6      | 9      | 5      | 13     | 13     | 10     | 82      |
| Камекона Тупуола | Тайлор Уайли    | 12     | 13     | 12     | 12     | 14     | 14     | 14     | 19     | 15     | 11     | 136     |
| Нейлани Кунья    | Кими Бальмилеро |        |        |        |        |        |        | 15     | 25     | 25     | 22     | 87      |
| Тани Рэй         | Миган Рат       |        |        |        |        |        |        |        | 25     | 25     | 22     | 72      |
| Джуниор Рейгнс   | Беула Коале     |        |        |        |        |        |        |        | 24     | 25     | 19     | 68      |
| Куин Лью         | Катрина Ло      |        |        |        |        |        |        |        |        |        | 22     | 22      |
|                  |                 | 24     | 23     | 24     | 22     | 25     | 25     | 25     | 25     | 25     | 22     | 240     |

- Стивен Дж. «Стив» Макгарретт (Алекс О’Лафлин) — лейтенант-коммандер, прошёл подготовку в Военно-морской академии в Аннаполисе, служил 5 лет в морской разведке, 6 лет в морских котиках. Стив Макгарретт развит как физически, так и интеллектуально: помимо английского свободно говорит на гавайском и китайском языках, также владеет техникой рукопашного боя. Его назвали в честь деда, который служил на военном корабле «Аризона» и погиб при нападении на Пёрл-Харбор. Мать Стива погибла при взрыве машины. Его отец Джон Макгарретт родился 15 марта 1942 года, он был убит в пилотном эпизоде. Сюжет сериала вращается в основном вокруг расследования этого убийства. Он вернулся на Оаху, чтобы присутствовать на похоронах отца, губернатор Гавайев предлагает ему возглавить оперативную группу по борьбе с преступностью на островах. Он соглашается при условии, что команда будет действовать по его правилам, при поддержке губернатора, без бюрократических проволочек, и с полным иммунитетом. Его методы расследования жесткие, он придерживается мнения, что цель оправдывает средства. В первом сезоне выясняется, что его отец вел расследование о коррумпированных чиновниках, о связи губернатора с якудзой и с торговцем оружием Во Фатом. Все улики он собирал в ящик с надписью «Чемпион», но этот ящик похищают. В течение первого сезона Макгарретт получает конверты от неизвестного отправителя, в каждом находится одна из улик. Во Фат старается всеми силами помешать расследованию Макгарретта, потому что сам замешан в убийстве его отца.

В последней серии первого сезона Макгарретт был обвинен в убийстве губернатора. В первой серии второго сезона обвинения были сняты. Затем к нему попадает видеозапись, где губернатор беседует с его отцом и Во Фатом. Отец Макгарретта произносит слово «Шелборн», что очень пугает Во Фата. Второй сезон сосредоточен на выяснении Стивом кто или что такое Шелборн. Так же он узнаёт, что Джо Уайт в курсе этого, но для его безопасности ничего ему не рассказывает. В этом же сезоне Стив попал в плен к Во Фату, был вызволен отделом 5-0. В последней серии сезона Джо ведёт его к Шелборну, Стив открывает дверь и обнаруживает, что его мать жива. У Стива есть сестра Мэри.
- Дэниел «Дэнни / Дэнно» Уильямс (Скотт Каан) — детектив Департамента полиции Гонолулу, перевелся из Нью-Джерси, после переезда бывшей жены на Гавайи, чтобы быть поближе к дочке Грейс, которую называет Мартышкой. Дэнни старается все делать по уставу, что контрастирует с импульсивными методами Макгарретта, это является основной причиной ссор между ними. В первом сезоне принципиально носил галстук, поэтому местные жители видели в нём чужака. Во втором сезоне стал более лояльным. Несмотря на все трения и препирательства со Стивом, они стали близкими друзьями, готовыми пожертвовать не только карьерой, но и жизнями друг за друга.

- Чин Хо Келли (Дэниел Дэ Ким) — детектив, бывший член Департамента полиции Гонолулу (восстановлен в финале первого сезона) и протеже отца Макгарретта, который покинул службу после того, как его ложно обвинили в коррупции. Как выяснилось позже, его дядя, отставной полицейский, взял деньги из хранилища улик, чтобы оплатить медицинские счета своей жены, а Чин взял вину на себя, чтобы не дать его дяде сесть в тюрьму. В конце концов его имя было очищено от обвинений в коррупции и он был восстановлен в Департаменте полиции Гонолулу, как лейтенант. Чин решил вернуться отдел 5-0. Женился на женщине по имени Малия. В конце второго сезона её и его сестру Кону захватывают в заложники и Чину необходимо выбрать кого спасти. Он устремляется к жене, но не успевает её спасти. В конце седьмого сезона переезжает в Сан-Франциско по служебной необходимости.

- Коно Нашимури (урождённая Калакауа) (Грейс Пак) — двоюродная сестра Чина Хо Келли. Выпускница полицейской академии. Бывший профессиональный сёрфер, ушла из сёрфинга из-за травмы. Во втором сезоне она была арестована и обвинена в краже $10 млн из хранилища улик. За это её лишили полицейского значка и она стала общаться с экс-полицейскими и отдалилась от друзей из отдела 5-0. Впоследствии выяснилось, что она была завербована Отделом внутренних расследований для того, чтобы войти в доверие к группе бывших полицейских для разоблачения их грязных дел. Замужем за Адамом Ношимури. В конце 7-го сезона Коно покинула Гавайи и переехала в Карсон-Сити, штат Невада, где она присоединилась к межучрежденческой целевой группе по борьбе с торговлей людьми.

- Макс Бергман (Маси Ока) — судебно-медицинский эксперт. В первом сезоне повторяющийся персонаж, со второго сезона постоянный. Он сирота, его мать оставила его на крыльце церкви, впоследствии она была убита серийным убийцей. Макс узнал об этом когда стал медэкспертом и вёл это дело. Также он играет на фортепиано и является поклонником научной фантастики. В 6 эпизоде 7 сезона говорится, что во время творческого отпуска, он женился на Сабрине Лэйн.

- Лори Уэстон (Лорен Джерман) — специальный агент, персонаж второго сезона[2]. Профилировщик, работала в ФБР, назначена новым губернатором, чтобы следить за Отделом 5.0 и убедиться, что они следуют правилам. Уэстон уходит из Отдела 5.0 по формальной причине — после инцидента, связанного с русским консульством в Гонолулу, но на самом деле — из-за безответных чувств к Стиву Макгарретту.

- Кэтрин «Кэт» Роллинз (Мишель Борт) — лейтенант, офицер разведки ВМС США, возлюбленная Стива Макгарретта. В первых двух сезонах участвует эпизодически, в третьем присоединяется к команде. В начале четвёртого сезона уволилась из ВМС США и присоединилась к отряду 5-0. В 4 сезоне вместе с Макгареттом отправляется в Афганистан для поиска мальчика по имени Наджиб. Отец Наджиба когда-то спас ее, когда она была ранена и отделена от своего подразделения. После неудачной попытки отыскать Наджиба, она решает остаться в Афганистане для дальнейших поисков мальчика. В 5 сезоне приезжает на свадьбу Коно и Адама.

- Лу Гровер (Чи Макбрайд) — бывший капитан спецназа, переехавший из Чикаго на Гавайи с семьей, чтобы начать новую жизнь. Его отношение к Макгарретту изначально было ненавистным, но после задания, на которое их двоих послал губернатор, они стали друзьями. После его действий по спасению похищенной дочери, в конце четвёртого сезона, был уволен из полиции и присоединился к отряду 5-0.

- Адам Ношимури (Иэн Энтони Дейл) — муж Коно, который становится новым главой Якудзы после того, как Во Фат убивает его отца, Хиро. Впервые появляется во втором сезоне эпизода « Pahele / Trap». Он пытается узаконить и очистить свою организацию с намерением дистанцироваться от криминального прошлого своего отца. Когда Адам и Коно впервые начали встречаться, команда с подозрением относилась к нему, особенно Стив и Чин — первый из-за истории своего отца с якудзой, а второй из-за того, что он считал Коно младшей сестрой. Он принят в «семью команды 5.0», доказав свою любовь к Коно. После убийства своего брата Майкла (Дэниел Хенни), чтобы защитить Коно, они покидают Гавайи и подаются в бега. В конце 5-го сезона Адам и Коно женятся. В девятом сезоне становится членом отряда 5.0.

- Дьюк Лукела (Дэннис Чун) — сержант полиции, который часто помогает команде 5.0. Он был одним из немногих полицейских, которые не были противниками Дэнни или других членов 5.0 с самого начала, поскольку он был коллегой со многими членами семьи Чина и Коно (они родом из семьи полицейских). В эпизоде «Hookman» он был подстрелен Куртом Стоунером, но выжил и выздоровел.

- Камекона Тупуола (Тэйлор Уайли) — продавец креветок и осведомитель отдела 5.0.

- Куин Лью (Катрина Ло) — бывший старший сержант армии, недавно пониженная в должности за неподчинение.

### Второстепенный состав
Терри О’Куинн — лейтенант-коммандер Джо Уайт, наставник Стива Макгарретта и инструктор ВМС США. Прибывает на Гавайи по просьбе Дэнни Уильямса, чтобы помочь Стиву, когда тот был обвинён в убийстве губернатора Пэт Джеймсон. Джо был другом отца Макгарретта, знал многое о нём и хранит его секреты. Он заботится о его сыне, пытается оградить, что очень не нравится Стиву. Джо уволен из Военно-морского флота с сохранением полной пенсии после проведения несанкционированной операции по спасению Стива. Трагически погибает в девятом сезоне от рук старых врагов.
Марк Дакаскос — Во Фат авторитет в преступном мире, имеющий связи с якудза, торговцами оружием, террористами, и даже с высокопоставленными правительственными чиновниками, возможно стоит за убийством обоих родителей Макгарретта. Он также ответственен за убийство губернатора. Приказал Виктор Хессу убить отца Макгарретта, чтобы остановить его расследование. Позже убил Хесса в тюрьме, чтобы тот не помог Отделу 5-0. Был убит Макгарреттом в 7 серии пятого сезона «Все возможно».
Лариса Олейник — Дженна Кей, бывший аналитик ЦРУ, сотрудничала с Отделом 5.0. Дженна выясняет, что Во Фат стоит за убийством её жениха Джоша и помогает Макгарретту и Отделу 5.0 найти его. Позже выяснилось, что она имеет какую-то связь с Во Фатом и помогает ему, когда он убил Виктора Хесса. Она выясняет, что её жених, который, как она утверждала был убит Во Фатом, может быть живым и просит Стива поехать с ней в Северную Корею, чтобы освободить его. Это оказывается ловушкой для Макгарретта. Во Фат обещал Дженне отпустить Джоша, если она приведёт к нему Макгарретта. Это объясняет её связи с ним. Дженна поздно обнаруживает, что Джош был мёртв все это время, она звонит Дэнни и говорит, что предала их, просит прощения, после чего Во Фат убивает её на глазах Стива.
Клэр ван дер Бум — Рэйчел Эдвардс, бывшая жена Дэнни.
Тейлор Грубс — Грейс Уильямс, дочь Дэнни.
Джин Смарт — губернатор Пэт Джеймсон (в первом сезоне).
Келли Ху — Лора Хиллс, секретарь губернатора. Она отправляла Макгарретту конверты с уликами из расследования его отца. Погибла, взорвавшись в заминированном автомобиле.
Тэрин Мэннинг — Мэри Энн Макгарретт, сестра Стива Макгарретта.
Уилл Юн Ли — Санг Мин, преступник, главарь банды. Сдался Отделу 5.0, чтобы его не убил Во Фат. Помогает полиции в обмен на возможность увидеть семью.
Джеймс Марстерс — Виктор Хесс, сообщник Во Фата и убийца отца Макгарретта.
Кристофер Шон — Габриэль Уэйнкрофт, брат Малии. В юности имел проблемы с законом, но по просьбе Малии, Чин Хо всегда его прикрывал. Позже Чин узнает, что чтобы попасть в банду, Габриель убил его отца. Был арестован и доставлен в тюрьму. Является главным антагонистом в 5 и 6 сезонах. В эпизоде «Паутина преградила путь» был тяжело ранен и умер в больнице от остановки сердца. Имеет дочь.
Брайан Янг — Чарли Фонг, судмедэксперт и друг детства Коно.
Дэниел Хенни — Майкл Ношимури, брат Адама Ношимури. Вышел из тюрьмы в 3 сезоне. Пытался подставить Коно, убив человека из её пистолета. Убит Адамом, что бы защитить Коно.
Рейко Эйлсворт — Малия Уэйнкрофт, девушка Чина Хо Келли, а зачем жена. Погибла в конце 2 сезона. У неё был брат Габриэль.
Кристин Лахти — Дорис Макгарретт, мать Стива. Считалась мертвой 20 лет. Позже выяснилось, что она была агентом ЦРУ. Она подстроила свою смерть, что бы защитить семью после провала миссии по устранению отца Во Фата, в которой по ошибке погибла его мать.
Сара Картер  — Линн Дауни, некоторое время была девушкой Стива.
Отем Ризер — Габриэль «Габби» Асано, бывшая девушка Денни. Она работала в музее и помогала отряду 5-0.
Лили Симмонс — Эмбер Витале, девушка Денни. Настоящее имя Мелисса Армстронг. Сбежала на Гавайи от бывшего мужа.
Мелани Гриффит — Клара Уильямс, мать Денни.
Аманда Сеттон — Минди Шоу, помощница Макса Бергмана. Был роман с Джерри Ортега.
Линдсей Прайс — Лейлани, бывшая девушка Чин Хо Келли.
Шон Энтони Томсен — Пуа Кай, новичок в полиции.
Джули Бенц — Эбби Данн, детектив, которую направили следить за 5.0. Со временем ей всё сложнее доносить на них. Через некоторое время отказывается от слежки и становится новым членом Отдела 5.0. Встречается с Чином Хо Келли.
Мишель Крусик — Мишель Шиома, становится новым лидером Якудзы, после того, как Габриэль убил ее отца.

### Приглашённые актёры
| Актёр               | Роль                     |
| ------------------- | ------------------------ |
| Ричард Т. Джонс     | губернатор Сэм Деннинг   |
| Уильям Болдуин      | Фрэнк Делано             |
| Том Сайзмор         | капитан Винсент Фрайер   |
| Билли Рэй Гэллион   | Рэй Мэйпс                |
| Себастьян Сигел     | Джонс                    |
| Норман Ридус        | Антон Гесс               |
| Скотт Коэн          | Роланд Лори              |
| Ивана Миличевич     | Надя Лукович             |
| Петер Стормаре      | Драго Занкович           |
| Мартин Старр        | Адам Чарльз              |
| Румер Уиллис        | Сабрина Лэйн             |
| Майкл Копон         | Джуниор Сатель           |
| Жаклин Маккензи     | Сара Ривз                |
| Кайл Сикор          | посол Майкл Ривз         |
| Патрик Галлахер     | Карлос Багойо            |
| Джошуа Даллас       | Бен Басс                 |
| Кевин Сорбо         | Карлтон Басс             |
| Роберт Лоджиа       | Эд Маккей                |
| Адам Бич            | Грэм Уилсон              |
| Бижу Филлипс        | Камиль Таунсенд          |
| Колин Игглсфилд     | Джордан Таунсенд         |
| Шейла Келли         | Нэнси Харрис             |
| Джоэль Тобек        | Курт Миллер              |
| Nas                 | Гордон Смит              |
| Бехати Принслу      | играет саму себя         |
| Бальтазар Гетти     | Уолтон Доукинс           |
| Вуд Харрис          | Рассел Эллисон           |
| Луис Ломбарди       | Бадди                    |
| Маккензи Фой        | Лили Уилсон              |
| Джейсон Скотт Ли    | детектив Калео           |
| Эммануэль Вожье     | Эрика Рейнс              |
| Рик Янг             | генерал Пак              |
| Кэри-Хироюки Тагава | Хиро Ношимури            |
| Ци Ма               | мистер Чи                |
| Грег Джерманн       | Роберт Ровин             |
| Джоэл Дэвид Мур     | замдиректор Шелдон Танни |
| Джеймс Каан         | Тони Арчер               |
| Райан Мерриман      | Деннис Мак               |
| Робби Амелл         | Билли Китс               |

| Актёр            | Роль                 |
| ---------------- | -------------------- |
| Брайан Гудман    | командир Сэм Хейл    |
| Агнес Брукнер    | Таня                 |
| Ванесса Миннилло | Сьюзан               |
| Ник Лаше         | Тайлер               |
| Рэй Уайз         | Моррис Браун         |
| Дебра Фарентино  | Элизабет Роан        |
| Дейн Кук         | Мэтт Уильямс         |
| Джеймс Кайсон Ли | Шон Люн              |
| Шон Коумз        | Реджи Уильямс        |
| Кит Дэвид        | Джимми Кэннон        |
| Селита Ибэнкс    | Лиза Коул            |
| Кара Буоно       | агент Эллисон Марш   |
| Анджела Линдвал  | Джордан              |
| Рик Спрингфилд   | Ренни Синклер        |
| Серинда Суон     | Алана                |
| Джеймс Ремар     | Эллиотт Коннор       |
| Эмили Бергл      | Рея Карвер           |
| Брюс Дэвисон     | Стивен Карвер        |
| Дэвид Кит        | командир Уэйд Гатчез |
| Сара Ремер       | Марисса Гарсиа       |
| Дэш Майхок       | Ник Дрейтон          |
| Патти Дьюк       | Сильвия Спенсер      |
| Питер Фонда      | Джесси Биллингс      |
| Мередит Монро    | Триша Джойнер        |
| Таня Реймонд     | Мелани Айрес         |
| Чак Лидделл      | самого себя          |
| Энни Вершинг     | Саманта Мартелл      |
| Шон Хэтоси       | Маршалл Мартелл      |
| Роберт Инглунд   | Сэмюэл Ли            |
| Райан Дэвлин     | Кристиан О'Коннор    |
| Джон Гриз        | Лиам Миллер          |
| Грег Гранберг    | Джефф Моррисон       |
| Кристофер Бауэр  | Кори Сампсон         |
| Зак Уорд         | Билли Мёрфи          |
| Сэм Андерсон     | Оуэн Сазерленд       |
| Глория Вотсис    | Холли                |
| Кристин Лахти    | Дорис МакГарретт     |
| Эндрю Лоуренс    | Эрик                 |
| Ариэль Кеббел    | Николь Карр          |

| Актёр           | Роль             |
| --------------- | ---------------- |
| Кендалл Дженнер | камео            |
| Рик Юн          | Хан Джи-Вон      |
| Джанель Пэрриш  | Ребекка Файн     |
| Ник Джонас      | Йен Райт         |
| Майкл Ирби      | Рафаэль Сальгадо |
| Генри Кьюсик    | террорист        |
| DJ Куаллс       | Маршалл Демпс    |
| Корбин Бернсен  | Генри Аптон      |
| Майкл Мэдсен    | Рой Пэрриш       |
| Дэрил Ханна     | Чери Трентон     |
| Франсуа Чау     | Гэри             |
| Саша Питерс     | Дон Хэтфилд      |
| Дэвид Делуиз    | Брэд Уэйсс       |
| Натан Кресс     | Джейк Килоха     |
| Чарли Карвер    | Тревис Килоха    |
| Грейс Фиппс     | Эрика Янг        |
| Грант Боулер    | Бен Хэмильтон    |
| Арден Чо        | Миа Прайс        |
| Джэлил Уайт     | Нолан Фримонт    |